# 鹿島清兵衛

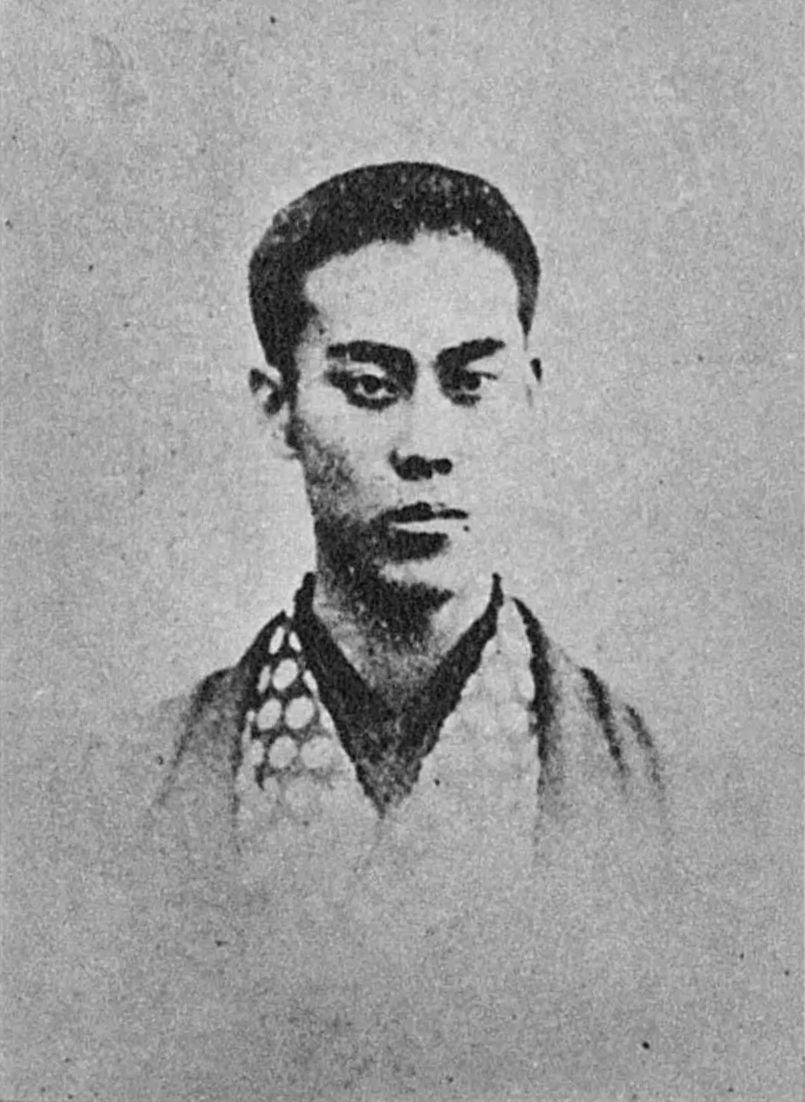
鹿嶋清兵衛

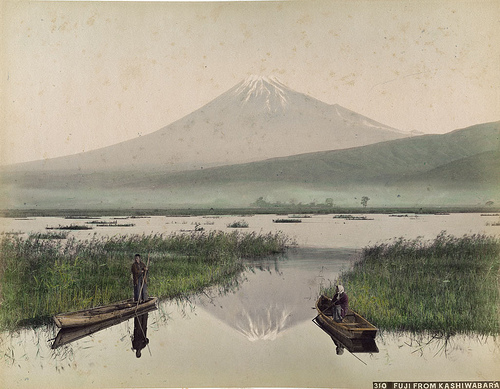
柏原から望む富士山。鹿嶋清兵衛撮影。1890年代

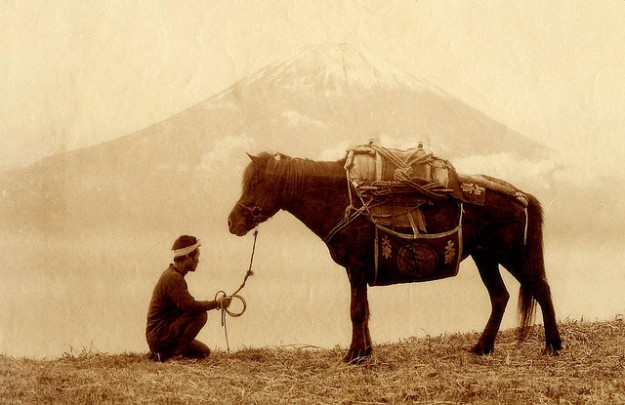
馬と富士。清兵衛撮影。1890年代

鹿嶋 清兵衛（かじま せいべえ、1866年〈慶応2年〉 - 1924年〈大正13年〉8月6日）は、明治期の写真家。豪商の跡取り養子だったが、新橋の人気芸者・ぽん太を身請けしたことから家を出て、趣味の写真を本業とした。撮影中の事故で負傷し、その後は能の笛方になった。妻・ぽん太も唄や踊りで暮らしを支え、その献身的な姿が貞女としてもてはやされた。清兵衛の型破りな生き方は、森鷗外の小説『百物語』のモデルにもなった。昭和30年代に、清兵衛が隠したと思われる埋蔵金が見つかり、再び世間を賑わせた。

## 略歴

### 生い立ち
1866年（慶応2年）、大坂天満北富田町の酒問屋「鹿嶋」当主・鹿嶋清右衛門の次男・政之助として生まれる。4 歳のときに、東京の霊巌島四日市町（現・新川）にあった同族の鹿嶋本店（）の養子になる。当家には乃婦（）という名の跡取り娘がおり、清兵衛はその夫となるべくして育てられた。鹿嶋家は江戸きっての下り酒問屋で、明治になると貸地・貸家業を始めて大いに栄えた指折りの豪商だった。

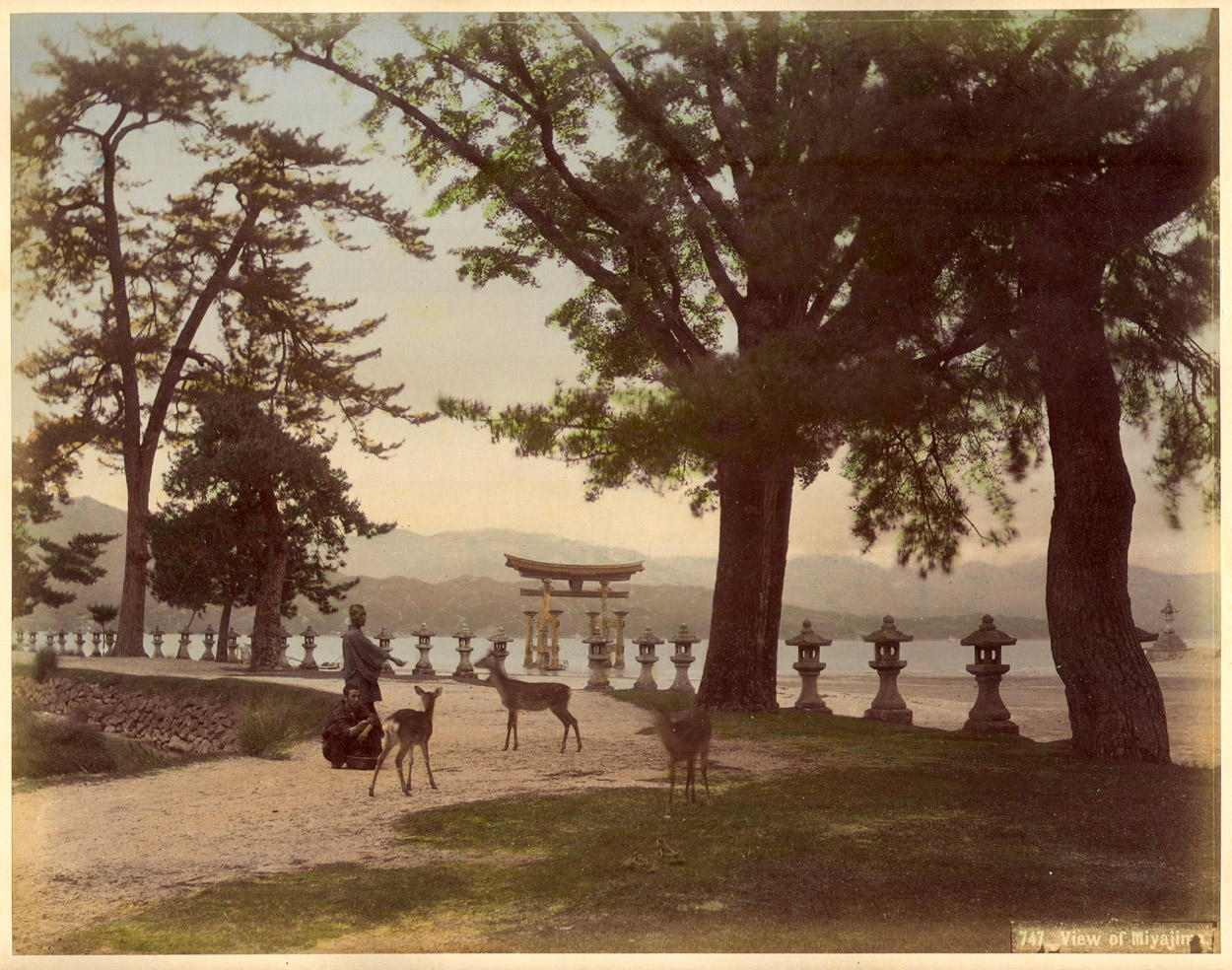
宮島。清兵衛撮影。

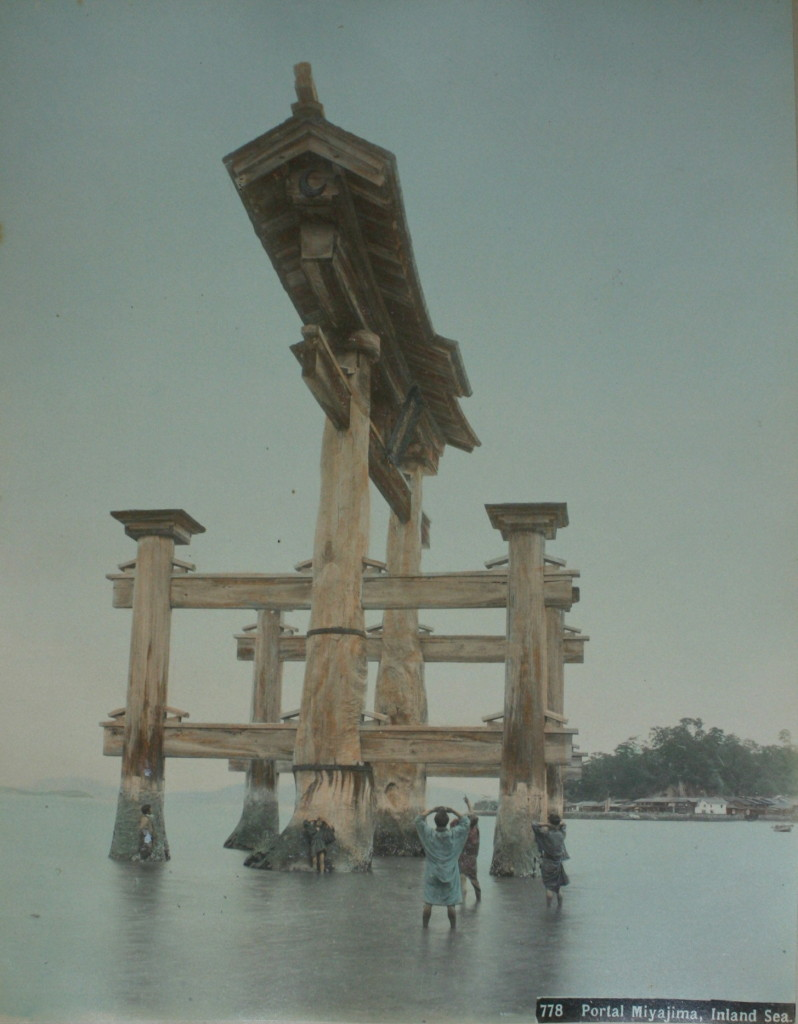
厳島神社の鳥居。清兵衛撮影。

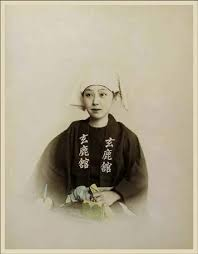
玄鹿舘のはっぴを着た女性（芸者と思われる）。1890年代。

### 写真との出会い
成人後、乃婦と結婚し、8代目鹿嶋清兵衛となる。大阪の両親を引き取ったところ、家内に悶着が起こり、その憂さ晴らしに蒔絵や漆画などの趣味を始める。河鍋暁斎と知り合い、入門したのもこの頃で、暁雨という画号を授かっている。さらに、長男政之助が5歳で亡くなり意気消沈していた際に、先代が持っていた写真機を蔵で見つけ、写真を始める。写真に関しては、趣味というだけでなく、明治維新によって酒問屋の将来性に不安が見えてきたため、写真を通して時の権力者たちと近づきになろうという意図もあったと見られている。
1885年（明治18年）に写真家の江崎礼二に個人レッスンを頼み、1年半の間、江崎の助手（浅草松林堂の今津政二郎?）を1日おきに招き、熱心に写真を学んだ。1889年5月には写真家の江崎、小川一真、小倉倹司や、菊池大麓、石川巌、中島精一、ウィリアム・スタージス・ビゲロー、また1887年に来日したイギリス人技師で写真家のウィリアム・K・バートンらとともに「日本寫眞會」を発足する。バートンは日本の写真家として小川と清兵衛をイギリスの雑誌などで紹介した。
清兵衛はスタジオを造り、欲しい機材は金に糸目なく輸入し、海外の写真家の展覧会を開催するなど、相当の金額を写真につぎ込んだ。1890年の内国博覧会には、自ら撮影した大型写真作品を出品。また、明治屋の磯野計の依頼で、ぽん太をモデルにビール広告用のポスターも撮影し、明治屋はこれを内国博覧会に出品した。1895年には木挽町五丁目（現・銀座六丁目）に実弟・清三郎名義で2階建ての西洋館の写真スタジオ「玄鹿館」をオープンさせた。玄鹿館は間口10間、奥行15間、建坪150坪からなる劇場のような豪華な写真館で、エレベーター設備や回り舞台もあり、夜間撮影も可能な2500燭光のアーク燈も備えられていた。加えて、清三郎を写真の勉強のためにロンドンに留学させた。

### ぽん太との暮らし
写真をはじめ、清兵衛の道楽は桁外れで、その豪遊ぶりから「今紀文」や「写真大尽」などと呼ばれた。たとえば、大日本写真品評会会長の徳川篤敬の日清戦争凱旋を祝うために、列車を1両買い取って座敷列車に仕立て直し、ぽん太ら芸者や芸人を多数連れて京都へ漫遊したこともあり、当時の取巻きの一人だった三遊亭円右はこのときの模様を「鹿嶋大尽栄華噺し」として高座の 1 つ話にしていた。1896年（明治29年）には、鴎外がのちに小説にした「百物語」を隅田川船上で開催している。
そうした中、清兵衛と乃婦の夫婦仲は次第に冷えていった。清兵衛は横浜の外国人がぽん太を狙っていると耳にするとぽん太を別宅に住まわせ、これがさらに乃婦を硬化させ、乃婦は子供を連れて親戚の家へ身を寄せた。ぽん太が妊娠したこともあり、清兵衛は新川の実家を捨てて、ぽん太と暮らし始め、1897年ころ、ついには鹿嶋家とは離縁となった。清兵衛のお大尽生活は約4年で終止符となり、「玄鹿館」も閉鎖された。大阪で再起を図ったがうまくいかず、再び東京に戻って1907年（明治40年）に本郷座の前に「春木館」という小さな写真館を開店した。

### 晩年
日露戦争の戦勝気分にあった1905年（明治38年）、本郷座で戦争をテーマにした芝居を上演することになった。舞台効果を頼まれた清兵衛は火薬の調合を間違えて大やけどを負い、親指を切断する。その後写真館を閉め、大阪時代に覚えた森田流の笛を本業とし、三木助月の芸名で活動した。妻の恵津（ぽん太）も唄や踊りを再開し、公演料や教授料で生活を支えた。1923年（大正12年）の関東大震災後、吹きさらしの能舞台に体の不調を押して出演したのがもとで、翌1924年（大正13年）、58歳で死去。翌1925年（大正14年）には、妻の恵津も跡を追うように病死した。墓所は多磨霊園。
実弟・清三郎の手記によると、乃婦が1919年（大正8年）に亡くなった際、乃婦の元に残してきた子供たちと清兵衛を会わせようとしたが、鹿嶋家が許さず、仕送り打ち切りの通告もあった。これを聞いた長谷川時雨は鹿嶋家の報復的態度に憤慨し、『近代美人論』の中で批判した。恵津との間に生まれた子らには、清兵衛の死後、各20円が鹿島家より養育費として渡された。

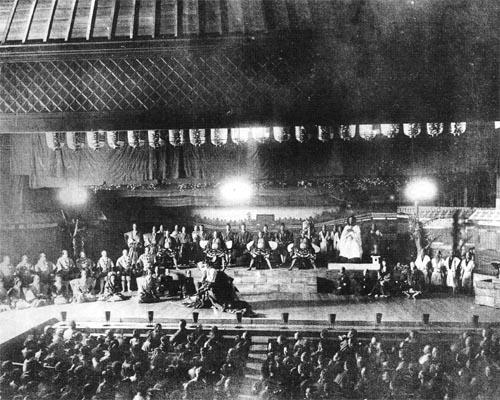
日本初の舞台写真となった団十郎の「暫」。元禄見得を切っている瞬間。

## 写真界のパトロンとして
豊富な資金力をバックに、バートンらを通じてヨーロッパの最新の写真機材や撮影技術を日本に導入し、周囲の写真家仲間たちの支援もよくした。アーク燈を使った夜間撮影を始めたほか、引き伸ばし技術が未熟だったこの時代に大判の写真を次々と制作し、国内のみならず、乾板の注文を受けたフランスの会社をも驚かせた。玄鹿舘の広告によると、八尺四方まで可能とある。また、輸入した機材を貸し出してX線の実験にも寄与した。玄鹿舘を閉める際には、写真家たちに撮影機材や備品などを好きなだけ持っていかせたという。
清兵衛および玄鹿舘の代表的な写真としては以下のようなものがある。
- 九代目市川団十郎の「暫」の舞台写真（早大演劇博物館蔵）- 超大型写真であり、日本初の舞台写真。気むずかしい団十郎が、感光しにくいという理由から、撮影のために紅でなく生臙脂（しょうえんじ）で隈をとったという。こうした撮影が可能だったのも、清兵衛が普段から役者に金を遣っていたからである。
- 富士山の超特大写真（宮内庁蔵） - 明治天皇・昭憲皇太后銀婚式（明治27年）の祝いとして献上した六尺×九尺の大型写真。
- 英照皇太后葬儀の際の夜間撮影 - 日本初の屋外夜間撮影。当初、陸軍の参謀本部が撮影する予定だったが、手に負えず、玄鹿舘に依頼がきた。暗闇の中でマグネシュームを突然発光して葬列の牛が驚かないか、前日御所の牛小屋で試したという。
- 若い芸者を使ったブロマイド風のキリンビール宣伝写真。
- 玄鹿舘の仕事としては、アイヌや日清戦争の写真集もある[8]。

## 栄典
- 銀製黄綬褒章 - 1887年（明治20年）7月21日[12]

## 埋蔵金騒動
1963年（昭和38年）、中央区新川の日清製油（現：日清Oillio）本社ビルの建設現場から大量の小判が発見された。当時の時価で6000万円と言われた。そこは鹿嶋家の屋敷跡であり、写真の現像液を入れるガラス容器3本に小判が入っていたため、清兵衛の埋蔵金と騒がれた。鹿嶋家は終戦の年に空襲で焼き出されていたが、大宮に住んでいた10代目に当たる当主が所有権の名乗りを上げた。清兵衛の実弟・清三郎が兄の7回忌の記念にまとめた冊子『亡兄を追憶して』に「古金の発見」という項があり、それによると、「幕末から明治に変わるころ、幕府の人間が絶えず鹿島家に御用金の取り立てに来たが、断ると嫌がらせをされるため、小判を床下に埋めた。そのまま忘れていたのを清三郎が13歳のときに一度掘り起こし、家族で小判を数えた」といった内容の記述であった。これによって、発見された埋蔵金は鹿嶋家の子孫に返還された。

## 家族
鹿島家は、摂津国東多田村 (現兵庫県川西市)の地方三役を勤める長谷川党の一員である牛谷三家、理右衛門家・重冶郎家・清七家の一つ清七家出身の三男であった牛谷弥兵衛(1649生)が始まりである。牛谷弥兵衛【鹿島不休】は、当時伊丹で酒造業を始めていた清酒白雪の薬屋小西新右衛門【小西不遊】と昵懇となり、その清酒販売のために江戸芝(現在の三田駅近く)に出た。現在も港区芝4丁目にある御穂鹿島神社に因んでその屋号を『鹿島』と名のった。その後、牛谷弥兵衛は、清七家の甥二人、兄清右衛門と弟清兵衛(共に初代)を呼び寄せ、(当初は多田屋として)江戸での売り捌きを任せ、自身は、大阪天満今井町(今井町・谷町店)で清酒製造を始めた。その後、清右衛門家天満店は荷捌き手配を、清兵衛家江戸店は江戸での売り捌き、弥兵衛家は清酒製造と役割を固定。各々2代目までは順調であった。3代目清右衛門は小西新右衛門家からの養子であり、3代目清兵衛(浄慶)は、母親が東多田村清七家出身の縁で(池田市)東山、自家の寺、大谷(東本願寺)派円成寺を擁する山脇家の出身であった。その後、3代目清兵衛(浄慶)は、3代目清右衛門の三男四男を養子に迎えた、江戸本店4代目清兵衛と中店利右衛門である。一方、弥兵衛家は、子孫は絶えなかったが、直系の子は、清酒造りに失敗、不行跡があったとされ孫は安兵衛家となった。弥兵衛家(今井町・谷町店)の名跡は、3代目清右衛門の子(末弟)が継ぎ伊丹に住することになった。【西宮市史/伊丹市史/川西市史/東多田合有文書/小西新右衛門文書】
- 東京の新川に分家していった一族だが、相続人が絶えた際に、深川で隠居していた鹿嶋家の子供たちが各家へ養子に行った。清兵衛の父・清右衛門はこのとき大阪の養子となった[1]。
- 清兵衛が東京の鹿嶋本店へ養子に入ったのちに、男子の実子が誕生したが、家督は清兵衛が継ぎ、実子の長男は別家し、次男は蔵前の札差の株を買って独立した。
- 最初の妻、乃婦（1867 - 1919）との間に、長男・政之助（夭折）、長女・時、次女・袖[7]。三女に才[2]。
- 後妻の恵津（1880 - 1925）との間に、鶴子、国子（坪内逍遥の養女となり、飯塚くにになる）、しげ子（人形町紙問屋伊勢吉の養女になる[9]）、正雄、美智子など、12人の子（うち二人は夭折）。
- 実弟・清三郎は玄鹿館を手伝うために1895年（明治28年）より[13]6年間にわたって英仏で写真技術を研究し、帰国。その後木炭車の開発に従事し、その燃料であるニセアカシア樹の研究を行なった[14]。その息子・大治（画家）の子に桃山晴衣。